# Kenneth Claiborne Royall
Kenneth Claiborne Royall (Goldsboro, 24 luglio 1894 – Durham, 25 maggio 1971) è stato un generale e politico statunitense.

## Biografia
Fu il cinquantaseiesimo segretario alla Guerra degli Stati Uniti, sotto il presidente degli Stati Uniti d'America Harry S. Truman (33º presidente).
Fu l'ultimo a ricoprire tale carica. Nato nello stato della Carolina del Nord studiò all'Università della Carolina del Nord a Chapel Hill. All'inizio della seconda guerra mondiale diventò un colonnello servendo l'esercito statunitense fino a raggiungere il grado di Brigadier generale.